# Ronald Zlatoper
Ronald Joseph Zlatoper -  Zap, ameriški admiral slovenskega rodu, magister, vojaški pilot, poslovnež, * 21. marec 1942, Cleveland, ZDA, † 21. april 2022.
Admiral Zlatoper se je rodil očetu Josephu Mihevcu in materi Ann Rose Bayda; toda ker mu je oče umrl že leta 1944, je prevzel priimek očima Andreja Zlatoperja.

## Civilno življenje
Obiskoval je osnovno in srednjo šolo St. Josepha v Clevelandu. Leta 1963 je končal študij ROTC (mornariška smer) na Ransselear politehničnem inštitutu v Troyi, New York. Diplomo iz matematike je dobil na univerzi George Washington; leta 1970 pa še magisterij iz managementa, diplomo mornariške vojne univerze leta 1973, in drugi magisterij managementa leta 1975. Po upokojitvi iz mornarice je začel uspešno poslovati. Leta 2003 je bil imenovan za častnega konzula Republike Slovenije v Kapoleiu (na Havajih).
Ima dva otroka: hčerko Ashley D. in sina Michaela J.

## Vojaška kariera
- pilot mornariškega letalstva (1965–1968; vietnamska vojna)
- programski koordinator v uradu vodje za pomorske operacije (1975–1978);
- poveljnik 85. pomorsko-zračnega eskadrona (1978–1981);
- vodja oddelka v generalštabu ameriške vojne mornarice (1981–1982);
- poveljnik 1. letalskega krila za Pacifik in Indijski ocean (1982–1983);
- pomočnik načelnika sektorja za obrambno načrtovanje Združenega GŠ ameriške vojske (1983–1985);
- poveljnik 15. letalsko-transportnega krila za Pacifik in Indijski ocean (1986–1987);
- načelnik štaba 7. ameriške letalsko-pomorske baze Jokosuka, Japonska (1987–1988);
- povišan v kontraadmirala - LH (1988)
- direktor kadrovske službe v GŠ vojne mornarice ZDA (1988–1990)
- poveljnik 7. letalsko-pomorske skupine za Pacifik in Perzijski zaliv (1990–1991)
- eden od načrtovalcev operacije Desert Storm (1991)
- poveljnik obrambe Perzijskega zaliva (1991)
- povišan v kontraadmirala - UH (1990)
- načelnik kadrovskega sektorja in namestnik načelnika sektorja pomorskih operacij v uradu ameriškega državnega sekretarja za obrambo (1991–1994)
- povišan v viceadmirala 1991)
- poveljnik Pacifiške flote VM ZDA (6. avgust 1994)
- povišan v admirala (4 zvezdice) (1994)
- upokojitev (1997)

## Odlikovanja in priznanja
- Defense Distinguished Service Medal;
- Navy Distinguished Service Medal;
- Legion of Merit; Distinguished Flying Cross;
- Meritorious Service Medal;
- Air Medal;
- Navy Commendation Medal (with Combat `V')